# Fruitland (Karolina Północna)
Fruitland – jednostka osadnicza w Stanach Zjednoczonych, w stanie Karolina Północna, w hrabstwie Henderson.